# Piotr Parzyszek
Piotr Parzyszek (født 8. september 1993) er en polsk fodboldspiller, der er udlejet af Charlton Athletic til Randers FC.

## Seniorkarriere
Parzyszek startede sin karriere i den hollandske Æresdivision-klub De Graafschap i 2012. I januar 2014 modtog han opmærksomhed fra flere hold, bl.a. Benfica, West Ham United og Nantes. Han spillede 52 ligakampe for De Graafschap, hvor han scorede 29 gange.

### Charlton Athletic F.C.
Den 30. januar 2014 blev det offentliggjort, at Parzyszek var blevet solgt til The Championship-klubben Charlton Athletic.

### Sint-Truidense V.V.
Parzyszek blev lånt ud i sommeren 2014 for en sæson til Belgiske Pro League-klubben Sint-Truiden, hvor han scorede to mål i sin debutkamp.

### Randers FC
Parzyszek blev lånt ud igen i sommeren 2015 for en sæson til Randers FC.